# أوبريتات الكابلي
في نوفمبر من العام 1960 قام عبد الكريم الكابلي بأداء أغنية آسيا وأفريقيا لأول صعود له على خشبة المسرح احتفالا بزيارة الرئيس جمال عبد الناصر. ومنذ ذلك الحين بدأت انطلاقته الحقيقة.

## أوبريتات عبد الكريم الكابلي

### مروي
قام بتأليف أوبريت مروي عن مدينة مروي التاريخية أثناء عمله بها أواخر خمسينيات القرن الماضي، ولم يكن حينها يعرف شيئا عن الأوبريت. بحسب 

### ليلة المولد
تأليف الشاعر محمد المهدي المجذوب
تلحين عبد الكريم الكابلي

### الهجرة والإغتراب
تأليف الشريف زين العابدين الهندي وتلحين عبد الكريم الكابلي والأداء الصوتي مع المجموعة.

## أنظر
- عبد الكريم الكابلي